# Heaven's Rain
Heaven's Rain é um filme americano de 2010, do gênero longa-metragem, dirigido por Paul Brown.

## Sinopse
O filme é uma história de perdão principalmente como visto da perspectiva de Brooks. Tanto Brooks e Leslie têm suportado o horror do crime, então lidar com as conseqüências emocionais para, eventualmente, vencer em suas respectivas carreiras, ele como deputado estadual, empresário, produtor e ator, ela como educadora profissional.